# حسن طبيب (كتول)
حسن طبیب (بالفارسية: حسن‌طبیب) هي قرية تقع في إيران في قسم کتول الریفي. يقدر عدد سكانها بـ 1,182 نسمة.